# 2025년 싱가포르
다음은 싱가포르 공화국에서 2025년 동안 일어날 사건들을 나열한다.

## 현직자
- 대통령: 타르만 샨무가라트남
- 총리: 로런스 웡

## 사건

### 1월
- 1월 1일
  - "원 카운트다운 2025" 이니셔티브 아래 열린 새해 축제를 통해, 싱가포르는 싱가포르 공화국 건국 60주년을 기념하는 1년간의 행사 "SG60"을 공식적으로 개막한다.[1][2]
  - 긱 노동자를 위한 별도의 법적 범주 및 노동 보호를 제공하는 플랫폼 노동자법이 발효된다.[3]
- 1월 3일 – 싱가포르 에너지 시장청은 PacificLight Power에 주롱섬에 가스 및 수소 발전소를 건설하는 계약을 체결했으며, 2029년까지 완공될 예정이다. 발전소는 초기에는 30% 수소 용량으로 시작할 것이다.[4]
- 1월 5일 – 토아파요 통합 개발의 건설이 시작되었으며, 스포츠 시설 계획이 공개되었다. 이 개발은 행사를 위한 10,000석 규모의 경기장을 특징으로 하며, 2030년까지 완공될 예정이다.[5]
- 1월 6일
  - 싱가포르 육상교통국은 싱가포르 MRT 다운타운선과 남북선을 연결하는 3개의 새로운 MRT 역이 2035년까지 개통될 것이라고 발표했다. 여기에는 순가이 카두트에 환승역과 DE1 MRT역에 새로운 다운타운선 역이 포함될 것이다.[6]
  - 법무부 및 내무부 장관 K. 샨무감과 인력부 장관 탄 시 렝이 블룸버그와 그 기자 중 한 명을 상대로 명예훼손 소송을 제기했다.[7]
- 1월 7일
  - 의회는 초범의 위험 및 부주의 운전 범죄자에 대한 의무적 최소 형량 및 자격 박탈 기간을 없애는 법안을 통과시켰다.[8]
  - 의회는 새로운 법정 위원회인 전염병 관리국(CDA) 설립을 위한 입법 프레임워크를 설정하는 법안을 통과시켰다.[9]
  - 의회는 경찰에게 잠재적인 사기 피해자의 은행 거래를 제한하도록 은행에 명령할 권한을 부여하는 법안을 통과시켰다.[10]
  - 제11차 말레이시아-싱가포르 정상 회담에서 양국 정부는 양해각서를 교환했으며, 이는 조호르-싱가포르 경제특구에 관한 것이다. 이 경제특구는 첫 5년 동안 20,000개의 숙련된 일자리를 창출하는 것을 목표로 한다.[11]
- 1월 8일
  - 의회는 노동자를 차별로부터 보호하기 위한 법안인 직장 공정성법을 통과시켰다. 이 법안은 2027년까지 시행될 예정이다.[12]
  - 스트레이츠 타임스 지수는 은행 주식과 해운 회사의 이익에 힘입어 3,886.98이라는 새로운 기록적인 최고치로 마감했다. 이는 2007년 10월 11일에 세워진 이전 기록인 3,875.77을 넘어선 17년 만의 최고치이다.[13]
- 1월 9일 – 내부 보안부는 2024년 10월, 이스라엘에 대항하여 싸우기 위해 무기를 획득하고 해외로 여행할 계획을 세운 혐의로 3명의 남성을 내부 보안법에 따라 구금했음을 확인했다.[14]
- 1월 11일
  - 싱가포르 이민국은 약 80건의 무단 주소 변경 시도 이후 싱가포르 거주자가 온라인으로 주소를 업데이트할 수 있도록 허용하는 서비스를 일시적으로 중단했다고 밝혔다.[15]
  - 싱가포르 해양항만청(MPA)이 운영하는 해상 구조 조정 센터는 베트남 붕따우 남서쪽 해안에서 침몰한 베트남 등록 화물선 승무원 18명을 성공적으로 구조하는 작업을 조정했다.[16]
- 1월 12일 – 말레이시아 등록 탱커가 페드라브랑카섬 인근 싱가포르 영해에서 침몰했다. 승무원 8명 전원은 무사히 대피했다. 싱가포르 해양항만청(MPA)은 선박 회수를 위해 예인선을 동원하고 있으며, 예방 차원에서 기름 유출 대응선도 출동시켰다고 밝혔다.[17]
- 1월 14일 – 만다이 야생동물 보호구역이 리버 사파리와 싱가포르 동물원을 따라 뻗어 있는 3.3 [단위 변환: %s]%s 길이의 무료 만다이 보드워크를 개장했다.[18][19]
- 1월 15일 – 싱가포르와 사우디아라비아의 외교부 장관들은 경제, 국방, 인적 교류 분야에서의 협력 강화를 목표로 사우디-싱가포르 전략적 파트너십 위원회를 설립하기 위한 양해각서(MoU)에 서명했다.[20]
- 1월 19일 – 55세 이상인 약 140만 명의 중앙 공공 기금 (CPF) 회원의 특별 계좌가 폐쇄되었다. 이 계획된 폐쇄는 2024년 예산에서 처음 발표되었다.[21]
- 1월 22일 – 다가오는 총선을 위한 선거 지도를 검토하기 위해 선거구 경계 검토 위원회가 소집되었다.[22]

### 2월
- 2월 3일 – 주택개발위원회는 탐피네스에서의 성공적인 시범 운영 이후, 2030년까지 모든 HDB 단지에 열 반사 페인트를 적용할 것이라고 발표했다.[23][24]
- 2월 4일
  - 의회는 인종 화합 유지 법안을 통과시켰다.[25]
  - 지속가능성 및 환경부 장관 그레이스 푸는 싱가포르가 2025년 회계연도에 배수 개선 프로젝트에 약 1억 5천만 싱가포르 달러를 지출하여 국가의 홍수 복원력을 강화할 것이라고 발표했다.[26]
  - 국립공원 이사회는 광범위한 인수공통감염병 감시 노력의 일환으로 진드기 및 진드기 매개 질병에 대한 연구에 240만 싱가포르 달러를 지원한다고 발표했다.[27]
- 2월 10일
  - 내부 보안부(ISD)는 주부 하미자 함자(Hamizah Hamzah)에 대해 싱가포르 국내 보안법(ISA) 제한 명령을 발부했음을 확인했는데, 이는 그녀가 저항의 축 및 하마스를 지지하는 소셜 미디어 계정을 운영했기 때문이다. 그녀의 남편이자 청소부인 사하루딘 사아리(Saharuddin Saari)는 2024년 11월 말레이시아로 추방되었다.[28]
  - ISD는 2024년 12월 이슬람교도를 공격할 계획을 세운 18세 학생 닉 리 싱 추(Nick Lee Xing Qiu)를 ISA에 따라 구금했음을 확인했다. 그는 극우 및 신나치주의 신념과 견해를 가지고 있었다.[29]
  - 내무부는 이란 국적자 파르반 헤이다리데코르디(Parvane Heidaridehkordi)와 그녀의 말레이시아인 남편 수 티안 링(Soo Thean Ling)이 싱가포르 입국을 원하는 테러 관련 외국인들을 위한 비자 신청을 후원하는 여행사를 운영한 혐의로 추방되었음을 확인했다.[30]
  - 스트레이츠 타임스 지수는 2007년 최고 일중 수준을 넘어 3,921.30으로 일중 최고치를 기록한 후 상승분을 반납했다.
- 2월 14일 – 유니버설 스튜디오 싱가포르에 미니언 랜드가 공식 개장했다.[31]
- 2월 17일
  - 야당 지도자 프리탐 싱은 이전 야당 의원 라에사 칸과 관련된 위증 사건에서 의회 위원회에 위증한 혐의로 유죄 판결을 받았으며, 총 14,000 싱가포르 달러의 벌금이 부과되었다.[32]
  - 스트레이츠 타임스 지수는 3,904.85로 처음으로 3,900을 넘어 마감했다.
- 2월 18일
  - 2025년 예산은 로런스 웡 총리가 발표했다.[33]
  - 스트레이츠 타임스 지수는 예산 발표 중 발표된 개선 사항 덕분에 3,925.56의 최고 마감 기록을 세웠다.
- 2월 19일
  - 스트레이츠 타임스 지수는 3,934.04로 또 다른 기록적인 마감 기록을 세웠다.
  - 마약 밀매 혐의로 유죄 판결을 받은 말레이시아 사형수 판니르 셀밤 프란타만의 사형 집행은 싱가포르 마약법의 한 부분에 대한 다른 사형수들의 헌법 소원이 진행 중임을 이유로 싱가포르 항소법원이 집행 유예를 승인한 후 예정된 날짜 하루 전에 연기되었다.[34]
- 2월 25일 – HomeTeamNS 서버가 랜섬웨어 공격을 받아 현재 및 과거 직원 데이터가 손상되었다.[35]
- 2월 28일
  - 흄역이 공식적으로 운영을 시작했다.[36]
  - 싱가포르 해협에서 무단 승선 사건 이후 싱가포르 등록 화학 탱커 배싯(Basset)의 승무원 한 명이 부상을 입었다.[37]
  - 총력 방어의 날 훈련의 일환으로 배포된 간편식 섭취로 인해 총 187건의 장염 사례가 보고되었다.[38]

### 3월
- 3월 5일
  - 의회 토론에서 치 홍 탓 교통부 장관은 싱가포르 MRT 주롱리전선의 웨스트 코스트 연장을 두 단계로 진행할 것이며, 1단계는 2030년대 후반까지, 2단계는 2040년대 초반까지 완료될 것이라고 발표했다. 셀레타 선과 텡아 선이라는 두 개의 새로운 MRT 노선이 연구될 것이며, 이들은 장거리 MRT 노선으로 통합될 가능성도 있다.[39]
  - 교통부는 택시 회사가 3년 이상 된 택시를 판매하고 5년 미만의 중고차를 택시로 개조할 수 있도록 허용할 것이며, 이는 육상교통국의 승인을 받아야 한다고 발표했다.[40]
- 3월 11일 – 총선: 선거구 경계 검토 위원회 보고서가 발표되었다. 제15대 의회는 33개 선거구(15개 단일 의원 선거구 및 18개 그룹 대표 선거구)에서 97명의 의원으로 구성될 예정이며, 이는 현재 31개 선거구의 93석에서 증가한 것이다. 야당이 장악한 선거구인 알주니드 GRC는 경계가 변경될 것이다.[41]
- 3월 12일 – 싱가포르의 다섯 번째 야생동물 공원인 레인포레스트 와일드가 만다이 야생동물 보호구역에 문을 열었다.[42]
- 3월 24일
  - DFI 리테일 그룹은 콜드 스토리지와 자이언트의 지분을 Macrovalue에 1억 2,500만 싱가포르 달러에 매각할 것이며, 거래는 연말까지 완료될 것이라고 발표했다.[43][44]
  - 스트레이츠 타임스 지수는 3,936.33으로 또 다른 기록을 세웠다.
- 3월 25일 – 스트레이츠 타임스 지수는 3,954.53으로 계속해서 상승했다.
- 3월 26일 – 스트레이츠 타임스 지수는 3,963.71로 계속해서 상승했다.
- 3월 27일 – 스트레이츠 타임스 지수는 3,981.57로 최고치를 기록했으며, 앞서 일중 최고치는 3,991.00이었다.
- 3월 28일 – 스트레이츠 타임스 지수는 역사상 처음으로 4,000포인트를 넘어 4,005.18을 기록한 후 상승분을 반납했다.

### 4월
- 4월 1일
  - 4월 1일 이후 출생 아동의 부모에게 6주의 공동 육아 휴직 제도가 시행된다. 2주의 추가 자발적 육아 휴직도 의무화되어 총 4주가 된다.[45][46][47]
  - 전염병 관리국이 설립되었다.[48][49][50]
- 4월 2일 – 내부 보안부는 전국 5개 이슬람 사원에서 이슬람교도를 공격하고 살해할 음모를 꾸민 혐의로 17세 소년을 구금했다고 발표했다.[51]
- 4월 15일 – 총선: 제14대 의회가 해산되었다.[52]
- 4월 18일 – 응 엥 헨 국방부 장관은 정치 은퇴를 발표했다.[53]
- 4월 21일 – 테오치히엔 선임 장관은 정치 은퇴를 발표했다.[54]
- 4월 23일
  - 총선 후보 등록일: 인민행동당은 마린 파크-브래델 하이츠 GRC에서 무투표 당선되어 5석을 차지했다.[55]
  - 헹스위킷 부총리는 2025년 총선에 출마하지 않을 것이라고 발표했다.[56]

### 5월
- 5월 3일 – 총선:[57]
  - 로런스 웡이 처음으로 이끈 여당 인민행동당 (PAP)은 총선에서 97석 중 87석을 차지하며 전체 득표율 65.57%로 다수당을 유지했다.
  - 주요 야당인 노동당 (WP)은 현재 선거구인 알주니드 GRC, 후강 SMC, 셍캉 GRC에서 10석을 유지했다.
- 5월 11일 – 전 하키 올림픽 선수 아르준 메논이 말라위 블랜타이어에서 납치범들에게 납치되어 살해되었다.[58]
- 5월 14일 – 창이 공항 제5터미널 건설이 시작되었다.[59]
- 5월 19일 – 노동당의 안드레 로와 아일린 총은 싱가포르 제15대 의회에서 무선거구 국회의원이 되었다.[60]
- 5월 20일 – 해상 구조 조정 센터는 페드라브랑카섬에서 침몰한 인도네시아 등록 선박의 승무원 30명을 성공적으로 구조하는 작업을 조정했다.[61]
- 5월 21일 – 로런스 웡 총리는 새 내각을 공개했으며, 3명의 새로운 조정 장관, 2명의 대리 장관, 그리고 여러 새로운 임명자가 포함되었다.[62]
- 5월 28일 – 한 달간의 국제 사기 방지 작전 이후 싱가포르에서 106명이 체포되었다.[63]
- 5월 30일 – 잘란 카유와 풍골에 두 개의 새로운 타운 카운슬이 설립되어 타운 카운슬의 수가 19개로 늘어났다. 기존 17개 중 12개는 지역 변경을 겪을 것이며, 나머지는 변경되지 않는다.[64][65][66]

### 6월
- 6월 1일 – 생명에 지장이 없는 995 통화는 전국적인 시험에서 의료 분류 헬프라인으로 연결된다.[67]
- 6월 3일 – 대중교통 운영사인 SMRT는 2024년 동서 MRT선 혼란으로 이어진 태만에 대해 3백만 싱가포르 달러의 벌금이 부과되었다. 철도망의 복원력을 유지하기 위한 여러 조치도 발표되었으며, 여기에는 삼자 그룹의 구성도 포함된다.[68]
- 6월 4일 – 캐터러인 는 바이트댄스 싱가포르 사무실에서 발생한 2024년 대규모 식중독 사건의 여파로 두 가지 혐의로 기소되었다.[69]
- 6월 10일 – 싱가포르 정부와 조호르 섭정은 섭정이 싱가포르 식물원에서 더 멀리 떨어진 곳에 부동산을 개발할 수 있도록 토지 교환에 합의했다. 이는 섭정이 정원 근처의 13헥타르 토지를 싱가포르에 제공하고, 그 대가로 8.5헥타르의 국유지를 돌려받는 것을 포함한다.[70]
- 6월 15일 – 한 남자가 니 순에 있는 싱가포르 국군 실탄 사격장 근처의 제한 구역에서 자전거를 타던 중 총에 맞아 부상을 입었다.[71]
- 6월 18일 – 보건부는 정신건강 지원이 필요한 모든 사람을 위한 원스톱 헬프라인인 국립 마인드라인 1771을 개설했으며, 전담 직원과 상담사들이 상주하고 있다. 싱가포르 정신보건연구소의 기존 헬프라인은 같은 날 폐지되었으며, 자원봉사자 훈련을 위한 또 다른 프로그램이 진행 중이다.[72]
- 6월 20일 – 인다라니 라자 총리실 장관은 로런스 웡 총리에 의해 하원 원내대표로 지명되었다.[73]
- 6월 23일 – 완전히 자동화된 시드 알위 펌프장이 잘란브사르에 개장하여 저지대 지역을 홍수로부터 더 잘 보호한다.[74]
- 6월 24일 – 오구라 쓰토무는 개인적인 사유로 싱가포르 축구 국가대표팀의 감독직을 사임했다.[75]
- 6월 25일 – 치 홍 탓 국가개발부 장관은 2025년 마스터 플랜 초안을 공개했다. 일부 계획에는 비산 부지역 센터, 더 많은 보존 건물 및 정체성 노드, 3개의 추가 공원, 셍캉, 이슌, 우드랜즈에 더 많은 혼합 커뮤니티 시설, 뉴턴 및 오차드와 같은 장소에 더 많은 개발, 그리고 건설 자재를 위한 지하 동굴이 포함된다.[45][76][77][78]
- 6월 26일 – 질화 갈륨을 위한 국립 반도체 번역 및 혁신 센터(NSTIC (GaN))가 출범한다. 이곳은 탄화 규소 위에 6인치 질화 갈륨과 실리콘 위에 8인치 질화 갈륨 웨이퍼 제조 라인을 모두 갖춘 싱가포르 최초의 시설이 될 것이다.[79]
- 6월 29일 – 풍골 코스트 버스 인터체인지가 개통된다.[80][81]
- 6월 30일
  - 예일-NUS 칼리지가 폐쇄되고 대학 학자 프로그램과 합병하여 NUS 칼리지를 형성한다.[82]
  - 조호르 바루-싱가포르 급행 열차 시스템의 첫 번째 열차가 싱가포르 철도 시험 센터에서 공개된다.[83]

### 7월
- 7월 1일
  - 비가정 도우미 이주 노동자가 싱가포르에서 일할 수 있는 기간에 대한 기존의 강제적인 제한이 해제된다.[84]
  - 공유 도로에서 자전거 이용자와 보행자를 분리하는 새로운 규칙이 발효된다.[85]
  - 경찰이 사용자들이 사기 피해를 입지 않도록 은행 계좌를 동결할 수 있도록 하는 사기 방지법이 발효된다.[86][87]
  - 리조트 월드 센토사가 혁신적인 소매 개념을 가진 지속가능성을 영감으로 한 쇼핑몰 '위브'를 공식 개장한다.[88]
  - 스트레이츠 타임스 지수는 3,989.76으로 새로운 종가 최고치를 기록했다.
- 7월 2일
  - 캐터러인 윈하이 야오는 바이트댄스 싱가포르 사무실에서 발생한 두 건의 혐의에 대해 유죄를 인정했다.[89]
  - 그랩은 초기 40대의 전기차로 구성된 새로운 택시 회사인 그랩캡을 출범했다.[90]
  - 스트레이츠 타임스 지수는 4,010.77로 사상 처음으로 4,000을 넘어 마감했다. 또한 일중 최고치인 4,011.78을 기록했다.
- 7월 3일 – 국가개발부 (MND)는 7월 4일부터 개인 부동산 소유자가 구매 후 4년 이내에 주택을 매각할 경우 판매자 인지세를 부담하고 더 높은 세율을 적용할 것이라고 발표했다. 이전에는 보유 기간이 3년이었다.[91]
- 7월 4일 – 싱가포르 금융관리국 (MAS)은 2023년 돈세탁 사건과 관련된 위반으로 9개 금융기관에 2,745만 싱가포르 달러의 벌금을 부과했다.[92]
- 7월 7일 – 육상교통국(LTA)은 크로스아일랜드선 (CRL) 2단계 건설을 시작했다. 6개의 새로운 지하역 중 클레멘티역과 킹 앨버트 파크역은 각각 동서선과 다운타운선으로 연결되는 환승역이 될 것이다.[93]
- 7월 11일
  - 2025년 세계 수영 선수권 대회가 개막한다.[94][95][96]
  - 싱가포르 원자력 연구 및 안전 연구소(SNRSI)가 싱가포르 국립 대학에 문을 열었다.[97]
- 7월 18일 – 정부는 국가의 중요 정보 인프라가 국가 후원 사이버 스파이 그룹 UNC3886의 사이버 공격을 받았다고 발표했다.[98]
- 7월 22일 – 디 온라인 시티즌은 POFMA에 따라 선언된 온라인 장소로 지정되었으며, 향후 2년간 재정적 혜택을 받는 것이 금지되었다.[99]

### 예상 및 예정된 행사
- 7월 23일 – 싱가포르 오셔나리움이 SEA 아쿠아리움을 대체하여 공식 개장한다. 이 명소는 22개 구역으로 기존보다 3배 더 커질 것이다. 또한 해양 보존을 강화하기 위한 연구 학습 센터와 대학과의 협력도 포함될 것이다.[100]
- 7월 31일 – 싱가포르에 본사를 두고 콴타스 항공이 소유한 저가 항공사 젯스타 아시아 항공이 운영을 중단한다.[101]
- 8월 17일 – 로런스 웡 총리가 2025년 국경일 집회 연설을 할 예정이다.[102]
- 9월 1일 – 칼랑 분지 수영장이 운영을 중단하며, 기존 부지는 공공 주택 건설을 위해 검토될 예정이다.[103]
- 9월 5일 – 싱가포르 제15대 의회가 개원한다.[104]
- 10월 1일 – 세인트 윌프레드 스포츠 센터가 운영을 중단하며, 기존 부지는 공공 주택 건설을 위해 검토될 예정이다.[103]
- 10월 3일–5일 – 싱가포르 그랑프리 (포뮬러 원)가 개최된다.[105]
- 10월 30일 – Power 98과 883Jia는 FM 방송을 중단하고 디지털 앱 Kakee로 방송을 옮길 예정이다.[106][107]

## 사망
- 1월 6일 – 포크 시우 와, 싱가포르 육상교통국 및 SMRT 코퍼레이션의 창립 회장 (1940년 출생).[108]
- 1월 18일 – 티엔 초 멩, 다포 하이난 치킨 라이스 및 커리 치킨 누들 창립자 (1947/1948년 출생).[109]
- 1월 20일 – 린 반, 넷플릭스 영화 블링 엠파이어: 뉴욕에 출연한 싱가포르 태생 미국 보석 디자이너 겸 배우 (1973년 출생).[110]
- 1월 23일 – 조너선 림, 체스트너츠 쇼로 유명한 극작가 (1964년 출생).[111]
- 1월 25일 – 사이드 수하일 사이드 진, 2015년 후반에 38.84그램의 다이아모르핀을 밀수하여 처형된 마약 운반책 (1976년 출생).[112][113]
- 1월 30일 – 응 하크 셍, E-브릿지 유치원 전 회장이자 싱가포르 유아 교육 산업의 인물 (1948년 출생).[114]
- 2월 1일 – 찬 콩 토, 싱가포르 최초의 신장 이식 외과 의사 (1930년 출생).[115]
- 2월 3일 – 림 체 펭, 예술가이자 문화 메달 수상자 (1921년 출생).[116]
- 2월 5일 – 이스칸다르 빈 라흐맛, 코반 이중 살인 혐의로 처형된 전직 경찰관 (1979년 출생).[117]
- 2월 12일 – 모세스 림, 배우, 코미디언, 음식 평론가 (1949년 출생).[118]
- 2월 19일 – 글렌 나이트, 변호사 (1944년 출생).[119]
- 3월 12일 – 레누카 사티아나탄, 전 육상 선수이자 2011년 동남아시아 경기 대회 및 2015년 동남아시아 경기 대회 대표 (1987년 출생).[120]
- 4월 6일 – 리 엑 티엔, 전 관료이자 환경부 영구 비서관 (1933년 출생).[121]
- 4월 16일
  - , 음악가 (1937년 출생).[122]
  - 테오 김 헹, 우드랜즈 이중 살인 혐의로 처형됨 (1975/1976년 출생).[123]
- 4월 22일 – 푸안 누르 아이샤, 전 대통령 유솝 빈 이스학의 배우자 (1933년 출생).[124]
- 5월 11일 – 아르준 메논, 말라위 블랜타이어에서 납치범들에게 살해된 전 하키 챔피언 (1977년 출생).[58]
- 5월 22일 – 촉 코 통, 바리산 소셜리스트 전 CEC 위원이자 PAP 탄종 파가르 지부의 한때 조직 비서 (1935년 출생).[125][126][127]
- 5월 23일 – 무하마드 살레 빈 하미드, 메스암페타민 밀수로 처형된 마약 운반책 (1987/1988년 출생).[128]
- 6월 5일 – 리 와이 렁, 인민권력당 창립 CEC 위원 (1978년 출생).[129]
- 6월 27일 – 차이 란, 칼럼니스트 겸 음식 평론가 (1941년 출생).[130]
- 6월 30일 – 시오 수 민, 변호사이자 NUS 법학부 최초의 여성 학장 (1938년 출생).[131]
- 7월 7일 – 셰이크 사이드 이사 세마이트, 독립 이후 싱가포르의 두 번째이자 최장수 무프티 (1937/1938년 출생).[132]
- 7월 22일 – 림 시 영, 한자 서예가이자 예술가 (1940년 출생).[133]